# Transponering (musik)
 For alternative betydninger, se Transponering. (Se også artikler, som begynder med Transponering)
I musik er transponering den proces, hvor man flytter en række noder/toner op eller ned i tonehøjde med et konstant interval. For eksempel kan man transponere et helt musikstykke til en anden toneart.
Transponering udføres mest af instrumenter, der er stemt i andet end C.

## Direkte transponering
Selvom transponeringen ofte skrives på noder, bliver musikere nogle gange bedt om at transponere direkte fra originalnoderne. Oftest er det sangerakkompagnatører og eller musikere med et instrument stemt i noget andet end hvad der er normalt for dette instrument (for eksempel klarinettister med en c-klarinet). Direkte transponering gøres på tre forskellige måder.

### Interval
Når man transponerer ved hjælp af intervaller, bestemmer man først hvilket interval der er mellem de to tonearter, man henholdsvis kender og skal spille i. Dernæst omregner man hver enkelt node eller nodepassage til den nye toneart. For eksempel omregnes en kromatisk skala som passage.

### Nøgle
Transponering ved hjælp af nøgler bruges ofte i Belgien og Frankrig. Denne teknik benytter syv forskellige nøgler (g-nøgle, f-nøgle, baritonnøgle og fire c-nøgler). Læser man noderne i en anden nøgle får de en anden toneværdi og man har på denne måde transponeret. Det er dog i Danmark ikke hyppigt at musikere kan læse ret mange af de forskellige nøgler, da der stort set kun bruges g- og f-nøgle samt en c-nøgle af cellister og bratchister.
De syv nøgler er dog ikke altid nok, da der er 12 tonearter.

### Tal
Transponering med numre betyder, at man bestemmer, hvilket trin noderne er på (første, fjerde, femte, etc.) i en given toneart. Musikeren spiller så den korresponderende skalagrad i måltonearten. Denne teknik er oftest brugt ved akkordtransponering, men kan også sammenflettes med interval-metoden.